# Мечучень
Мечучень, Мечучені (рум. Măciuceni) — село у повіті Вилча в Румунії. Входить до складу комуни Мечука.
Село розташоване на відстані 168 км на захід від Бухареста, 47 км на південний захід від Римніку-Вилчі, 51 км на північ від Крайови.

## Населення
За даними перепису населення 2002 року у селі проживали 178 осіб, усі — румуни. Усі жителі села рідною мовою назвали румунську.